# Hemicordulia toxopei
Hemicordulia toxopei – gatunek ważki z rodziny szklarkowatych (Corduliidae).